# Kiğı
Pour les articles homonymes, voir Barrage de Kiğı.
Kiğı est une ville et un district de la province de Bingöl dans la région de l'Anatolie orientale en Turquie.